# Presidenti della Provincia di Bologna
Elenco dei presidenti dell'amministrazione provinciale di Bologna.

## Regno d'Italia (1861-1946)

### Presidenti del Consiglio provinciale (1861-1928)
- Marco Minghetti (1862-1863)
- Carlo Bevilacqua (1863-1870)
- Giovanni Codronchi Argeli (1870-1875)
- Giovanni Malvezzi (1876-1877)
- Marco Minghetti (1877-1886)
- Gualtiero Sacchetti (1887-1904)
- Alberto Dallolio (1904-1913)
- Genuzio Bentini (1914-?)

### Presidenti della Deputazione provinciale (1889-1928)
| Nº  | Nº | Ritratto | Nome                   | Mandato | Mandato | Partito                    |
| Nº  | Nº | Ritratto | Nome                   | Inizio  | Fine    | Partito                    |
| --- | -- | -------- | ---------------------- | ------- | ------- | -------------------------- |
| 1   |    |          | Giuseppe Bacchelli     | 1889    | 1898    | ?                          |
| 2   |    |          | Giuseppe Pedrazzi      | 1899    | 1905    | ?                          |
| (1) |    |          | Giuseppe Bacchelli     | 1905    | 1906    | ?                          |
| 3   |    |          | Diomede De Sirronisano | 1906    | 1907    | ?                          |
| 4   |    |          | Pietro Baldini         | 1907    | 1908    | ?                          |
| 5   |    |          | Antonio Carranti       | 1908    | 1913    | ?                          |
| 6   |    |          | Luigi Guadagnini       | 1914    | ?       | ?                          |
| 7   |    |          | Umberto Turchi         | 1923    | 1928    | Partito Nazionale Fascista |

### Presidi del Rettorato (1928-1945)
| Nominativo | Nominativo     | Partito | Partito                    | Mandato | Mandato |
| Nominativo | Nominativo     | Partito | Partito                    | Inizio  | Fine    |
| ---------- | -------------- | ------- | -------------------------- | ------- | ------- |
|            | Umberto Turchi |         | Partito Nazionale Fascista | 1928    | ?       |

## Repubblica italiana (dal 1946)

### Presidenti della Deputazione provinciale (1945-1951)
| Nominativo | Nominativo      | Partito | Partito              | Giunta | Giunta                  | Mandato        | Mandato        | Elezione |
| Nominativo | Nominativo      | Partito | Partito              | Giunta | Giunta                  | Inizio         | Fine           | Elezione |
| ---------- | --------------- | ------- | -------------------- | ------ | ----------------------- | -------------- | -------------- | -------- |
|            | Giorgio Melloni |         | Democrazia Cristiana |        | PCI-PSI-DC-PLI-PRI-Pd'A | 14 giugno 1945 | 18 giugno 1951 | -        |

### Presidenti della Provincia (1951-2014)
| Presidenti eletti dal Consiglio provinciale (1951-1995)  | Presidenti eletti dal Consiglio provinciale (1951-1995) | Presidenti eletti dal Consiglio provinciale (1951-1995) | Presidenti eletti dal Consiglio provinciale (1951-1995) | Presidenti eletti dal Consiglio provinciale (1951-1995) | Presidenti eletti dal Consiglio provinciale (1951-1995) | Presidenti eletti dal Consiglio provinciale (1951-1995) | Presidenti eletti dal Consiglio provinciale (1951-1995) | Presidenti eletti dal Consiglio provinciale (1951-1995) |
| Nominativo                                               | Nominativo                                              | Partito                                                 | Partito                                                 | Giunta                                                  | Giunta                                                  | Mandato                                                 | Mandato                                                 | Elezione                                                |
| Nominativo                                               | Nominativo                                              | Partito                                                 | Partito                                                 | Giunta                                                  | Giunta                                                  | Inizio                                                  | Fine                                                    | Elezione                                                |
| -------------------------------------------------------- | ------------------------------------------------------- | ------------------------------------------------------- | ------------------------------------------------------- | ------------------------------------------------------- | ------------------------------------------------------- | ------------------------------------------------------- | ------------------------------------------------------- | ------------------------------------------------------- |
|                                                          | Roberto Vighi                                           |                                                         | Partito Socialista Italiano                             |                                                         | PCI-PSI                                                 | 18 giugno 1951                                          | 21 giugno 1956                                          | 1951                                                    |
|                                                          | Roberto Vighi                                           | PCI-PSI                                                 | Partito Socialista Italiano                             | 21 giugno 1956                                          | 28 novembre 1960                                        | 1956                                                    |                                                         |                                                         |
|                                                          | Roberto Vighi                                           | PCI-PSI                                                 | Partito Socialista Italiano                             | 28 novembre 1960                                        | 29 gennaio 1965                                         | 1960                                                    |                                                         |                                                         |
|                                                          | Roberto Vighi                                           | Partito Socialista Italiano di Unità Proletaria         |                                                         | PCI-PSI-PSIUP                                           | 29 gennaio 1965                                         | 30 luglio 1970                                          | 1965                                                    |                                                         |
|                                                          | Ilario Brini                                            |                                                         | Partito Socialista Italiano                             |                                                         | PCI-PSIUP-PSI                                           | 30 luglio 1970                                          | 22 luglio 1975                                          | 1970                                                    |
|                                                          | Ghino Rimondini                                         |                                                         | Partito Socialista Italiano                             |                                                         | PCI-PSI                                                 | 22 luglio 1975                                          | 28 luglio 1980                                          | 1975                                                    |
|                                                          | Mario Corsini                                           |                                                         | Partito Socialista Italiano                             | 28 luglio 1980                                          | PCI-PSI                                                 | 29 luglio 1985                                          |                                                         | 1975                                                    |
|                                                          | Mario Corsini                                           | PCI-PSI                                                 | Partito Socialista Italiano                             | 28 luglio 1980                                          | 1980                                                    | 29 luglio 1985                                          |                                                         |                                                         |
|                                                          | Mauro Zani                                              |                                                         | Partito Comunista Italiano                              |                                                         | PCI                                                     | 29 luglio 1985                                          | 9 febbraio 1988                                         | 1985                                                    |
|                                                          | Giuseppe Petruzzelli                                    |                                                         | Partito Comunista Italiano                              | 9 febbraio 1988                                         | PCI                                                     | 16 luglio 1990                                          |                                                         | 1985                                                    |
|                                                          | Lamberto Cotti                                          |                                                         | Partito Socialista Italiano                             |                                                         | PCI/PDS-PSI                                             | 16 luglio 1990                                          | 7 maggio 1995                                           | 1990                                                    |
| Presidenti eletti direttamente dai cittadini (1995-2014) |                                                         |                                                         |                                                         |                                                         |                                                         |                                                         |                                                         |                                                         |
| Nominativo                                               | Nominativo                                              | Partito                                                 | Partito                                                 | Coalizione                                              | Coalizione                                              | Mandato                                                 | Mandato                                                 | Elezione                                                |
| Nominativo                                               | Nominativo                                              | Partito                                                 | Partito                                                 | Coalizione                                              | Coalizione                                              | Inizio                                                  | Fine                                                    | Elezione                                                |
|                                                          | Vittorio Prodi                                          |                                                         | Partito Popolare Italiano La Margherita                 |                                                         | PDS-PPI-FdV                                             | 15 maggio 1995                                          | 13 luglio 1999                                          | 1995                                                    |
|                                                          | Vittorio Prodi                                          | DS-DL-PdCI-FdV                                          | Partito Popolare Italiano La Margherita                 | 13 luglio 1999                                          | 12 maggio 2004                                          | 1999                                                    |                                                         |                                                         |
|                                                          | Beatrice Draghetti                                      |                                                         | La Margherita Partito Democratico                       |                                                         | DS-DL-PRC-PdCI-FdV-IdV                                  | 12 maggio 2004                                          | 8 giugno 2009                                           | 2004                                                    |
|                                                          | Beatrice Draghetti                                      | PD-IdV-PRC                                              | La Margherita Partito Democratico                       | 8 giugno 2009                                           | 31 dicembre 2014                                        | 2009                                                    |                                                         |                                                         |